# Episodi di Tutti amano Raymond (quarta stagione)
La quarta stagione della serie televisiva Tutti amano Raymond è stata trasmessa in prima visione negli Stati Uniti d'America da CBS dal 20 settembre 1999 al 22 maggio 2000 e in Italia da Canale 5 dal 24 aprile 2002.
| nº | Titolo originale              | Titolo italiano        | Prima TV USA      | Prima TV Italia |
| -- | ----------------------------- | ---------------------- | ----------------- | --------------- |
| 1  | Boob Job                      | Ti amo come sei        | 20 settembre 1999 | 24 aprile 2002  |
| 2  | The Can Opener                | L'apriscatole          | 27 settembre 1999 | 25 aprile 2002  |
| 3  | You Bet                       | Indiscrezioni preziose | 4 ottobre 1999    | 26 aprile 2002  |
| 4  | Sex Talk                      | Quante volte?          | 11 ottobre 1999   | 29 aprile 2002  |
| 5  | The Will                      | Tutori cercasi         | 18 ottobre 1999   | 30 aprile 2002  |
| 6  | The Sister                    | Sorella Sara           | 25 ottobre 1999   | 1º maggio 2002  |
| 7  | Cousin Gerard                 | Una brutta copia       | 8 novembre 1999   | 2 maggio 2002   |
| 8  | Debra's Workout               | Ginnastica stimolante  | 15 novembre 1999  | 3 maggio 2002   |
| 9  | No Thanks                     | Una nuova strategia    | 22 novembre 1999  | 6 maggio 2002   |
| 10 | Left Back                     | Il ripetente           | 29 novembre 1999  | 7 maggio 2002   |
| 11 | The Christmas Picture         | Foto di famiglia       | 13 dicembre 1999  | 8 maggio 2002   |
| 12 | What's With Robert?           | Insinuazioni           | 10 gennaio 2000   | 9 maggio 2002   |
| 13 | Bully on the Bus              | Spedizione punitiva    | 17 gennaio 2000   | 10 maggio 2002  |
| 14 | Prodigal Son                  | Il figliol prodigo     | 31 gennaio 2000   | 13 maggio 2002  |
| 15 | Robert's Rodeo                | Il rodeo di Robert     | 7 febbraio 2000   | 14 maggio 2002  |
| 16 | The Tenth Anniversary         | Seconde nozze          | 14 febbraio 2000  | 15 maggio 2002  |
| 17 | Hackidu                       | Scambio di figurine    | 21 febbraio 2000  | 16 maggio 2002  |
| 18 | Debra Makes Something Good    | Lo stufato             | 28 febbraio 2000  | 17 maggio 2002  |
| 19 | Marie and Frank's New Friends | Nuove amicizie         | 20 marzo 2000     | 20 maggio 2002  |
| 20 | Alone Time                    | Questione di privacy   | 17 aprile 2000    | 21 maggio 2002  |
| 21 | Someone's Cranky              | Lite in famiglia       | 1º maggio 2000    | 22 maggio 2002  |
| 22 | Bad Moon Rising               | La luna storta         | 8 maggio 2000     | 23 maggio 2002  |
| 23 | Confronting the Attacker      | Terapia d'urto         | 15 maggio 2000    | 24 maggio 2002  |
| 24 | Robert's Divorce              | La prima moglie        | 22 maggio 2000    | 26 maggio 2002  |